# Lahonce
Lahonce est une commune française, située dans le département des Pyrénées-Atlantiques en région Nouvelle-Aquitaine.
Le gentilé est Lahonçais (Lehunztar en basque).

## Géographie

### Localisation
La commune de Lahonce se trouve dans le département des Pyrénées-Atlantiques, en région Nouvelle-Aquitaine.
Sur le plan historique et culturel, Lahonce fait partie de la province du Labourd, un des sept territoires composant le Pays basque,. Le Labourd est traversé par la vallée alluviale de la Nive et rassemble les plus beaux villages du Pays basque. Depuis 1999, l'Académie de la langue basque ou Euskalzaindia divise le territoire du Labourd en six zones,. La commune est dans la zone Lapurdi Beherea (Bas-Labourd) au centre-nord de ce territoire.
Elle se situe à 106 km par la route de Pau, préfecture du département, à 11 km de Bayonne, sous-préfecture, et à 4,5 km de Mouguerre, bureau centralisateur du canton de Nive-Adour dont dépend la commune depuis 2015 pour les élections départementales.
La commune fait en outre partie du bassin de vie de Bayonne.
Les communes les plus proches sont :
Mouguerre (2,6 km), Urcuit (4,4 km), Briscous (5,3 km), Saint-Pierre-d'Irube (5,5 km), Saint-Barthélemy (6,0 km), Saint-Martin-de-Seignanx (6,7 km), Bayonne (7,0 km), Villefranque (7,1 km).

### Communes limitrophes
Les communes limitrophes sont Saint-Martin-de-Seignanx, Tarnos, Bayonne, Mouguerre et Urcuit.
| Tarnos (Landes) | Saint-Martin-de-Seignanx (Landes) |        |
| Bayonne         | Lahonce                           | Urcuit |
|                 | Mouguerre                         |        |

### Hydrographie

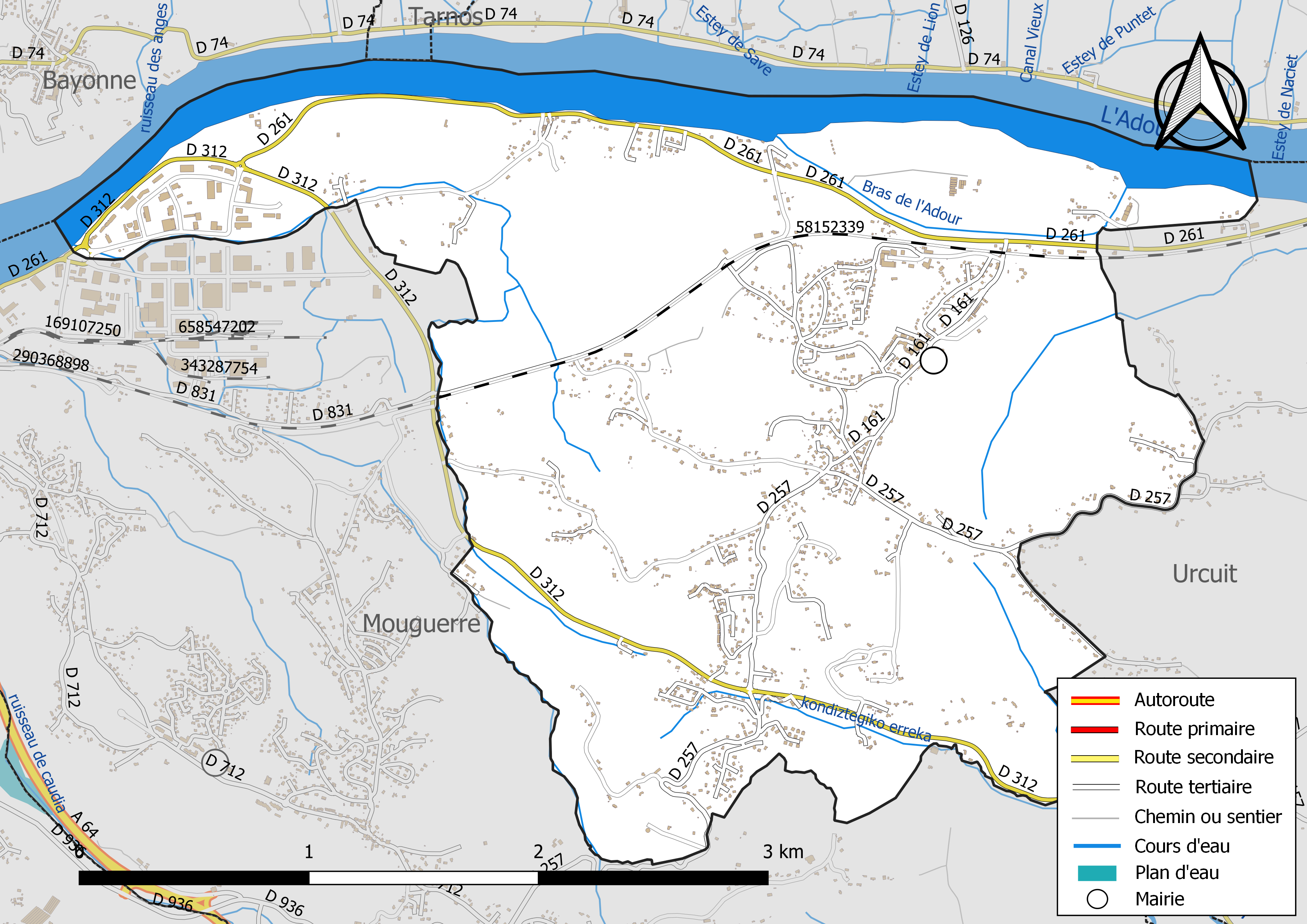
Réseaux hydrographique et routier de Lahonce.

La commune est drainée par l'Adour, un bras de l'Adour, le Canal Vieux, l’Estey de Lion, l’Estey de Pierras, l’Estey de Puntet, le ruisseau de Condistéguy, le ruisseau des anges, et par divers petits cours d'eau, constituant un réseau hydrographique de 16 km de longueur totale,.
L'Adour, d'une longueur totale de 308,8 km, prend sa source dans le massif pyrénéen du pic du Midi de Bigorre, au col du Tourmalet (Hautes-Pyrénées) et se jette dans l'océan Atlantique après Bayonne, à Tarnos (Landes) pour la rive droite et Anglet (Pyrénées-Atlantiques) pour la rive gauche.

### Climat
Pour des articles plus généraux, voir Climat de la Nouvelle-Aquitaine et Climat des Pyrénées-Atlantiques.
Historiquement, la commune est exposée à un micro climat océanique basque.  
En 2020, Météo-France publie une typologie des climats de la France métropolitaine dans laquelle la commune est exposée à un climat de montagne et est dans la région climatique Pyrénées atlantiques, caractérisée par une pluviométrie élevée (>1 200 mm/an) en toutes saisons, des hivers très doux (7,5 °C en plaine) et des vents faibles.
Pour la période 1971-2000, la température annuelle moyenne est de 13,8 °C, avec une amplitude thermique annuelle de 12,9 °C. Le cumul annuel moyen de précipitations est de 1 413 mm, avec 13,3 jours de précipitations en janvier et 8,2 jours en juillet. Pour la période 1991-2020, la température moyenne annuelle observée sur la station météorologique la plus proche, située sur la commune d'Anglet à 10 km à vol d'oiseau, est de 14,5 °C et le cumul annuel moyen de précipitations est de 1 473,6 mm,. Pour l'avenir, les paramètres climatiques de la commune estimés pour 2050 selon différents scénarios d’émission de gaz à effet de serre sont consultables sur un site dédié publié par Météo-France en novembre 2022.

### Milieux naturels et biodiversité

#### Réseau Natura 2000
Le réseau Natura 2000 est un réseau écologique européen de sites naturels d'intérêt écologique élaboré à partir des Directives « Habitats » et « Oiseaux », constitué de zones spéciales de conservation (ZSC) et de zones de protection spéciale (ZPS).
Deux sites Natura 2000 ont été définis sur la commune au titre de la « directive Habitats », : 
- « l'Adour », d'une superficie de 3 565 ha, un site important pour les poissons migrateurs, l'Angélique des estuaires (espèce endémique) et le Vison d'Europe[24] ;
- « l'Ardanavy (cours d'eau) », d'une superficie de 626 ha, un cours d'eau des coteaux sud de l'Adour[25] ;

et une au titre de la « directive Oiseaux », :
- les « barthes de l'Adour », d'une superficie de 15 617 ha, un site de vallées inondables à forte diversité animale et végétale[26].

#### Zones naturelles d'intérêt écologique, faunistique et floristique
L’inventaire des zones naturelles d'intérêt écologique, faunistique et floristique (ZNIEFF) a pour objectif de réaliser une couverture des zones les plus intéressantes sur le plan écologique, essentiellement dans la perspective d’améliorer la connaissance du patrimoine naturel national et de fournir aux différents décideurs un outil d’aide à la prise en compte de l’environnement dans l’aménagement du territoire.
Une ZNIEFF de type 1 est recensée sur la commune, :
le « lit mineur et berges de l'adour, des gaves réunis et du Luy » (1 292,03 ha), couvrant 35 communes dont 28 dans les Landes et 7 dans les Pyrénées-Atlantiques et trois ZNIEFF de type 2,, :
- « l'Adour d'Aire-sur-l'Adour à la confluence avec la Midouze, tronçon des saligues et gravières » (2 324,27 ha), couvrant 63 communes dont 54 dans les Landes et 9 dans les Pyrénées-Atlantiques[29] ;
- « l'Adour de la confluence avec la Midouze à la confluence avec la Nive, tronçon des barthes » (13 349,18 ha), couvrant 59 communes dont 52 dans les Landes et 7 dans les Pyrénées-Atlantiques[30] ;
- le « réseau hydrographique et vallée de l'Ardanavy » (679,96 ha), couvrant 12 communes du département[31].

## Urbanisme

### Typologie
Au 1er janvier 2025, Lahonce est catégorisée ceinture urbaine, selon la nouvelle grille communale de densité à sept niveaux définie par l'Insee en 2022.
Elle appartient à l'unité urbaine de Bayonne (partie française), une agglomération internationale regroupant 28  communes, dont elle est une commune de la banlieue,,. Par ailleurs la commune fait partie de l'aire d'attraction de Bayonne (partie française), dont elle est une commune de la couronne,. Cette aire, qui regroupe 56 communes, est catégorisée dans les aires de 200 000 à moins de 700 000 habitants,.

### Occupation des sols

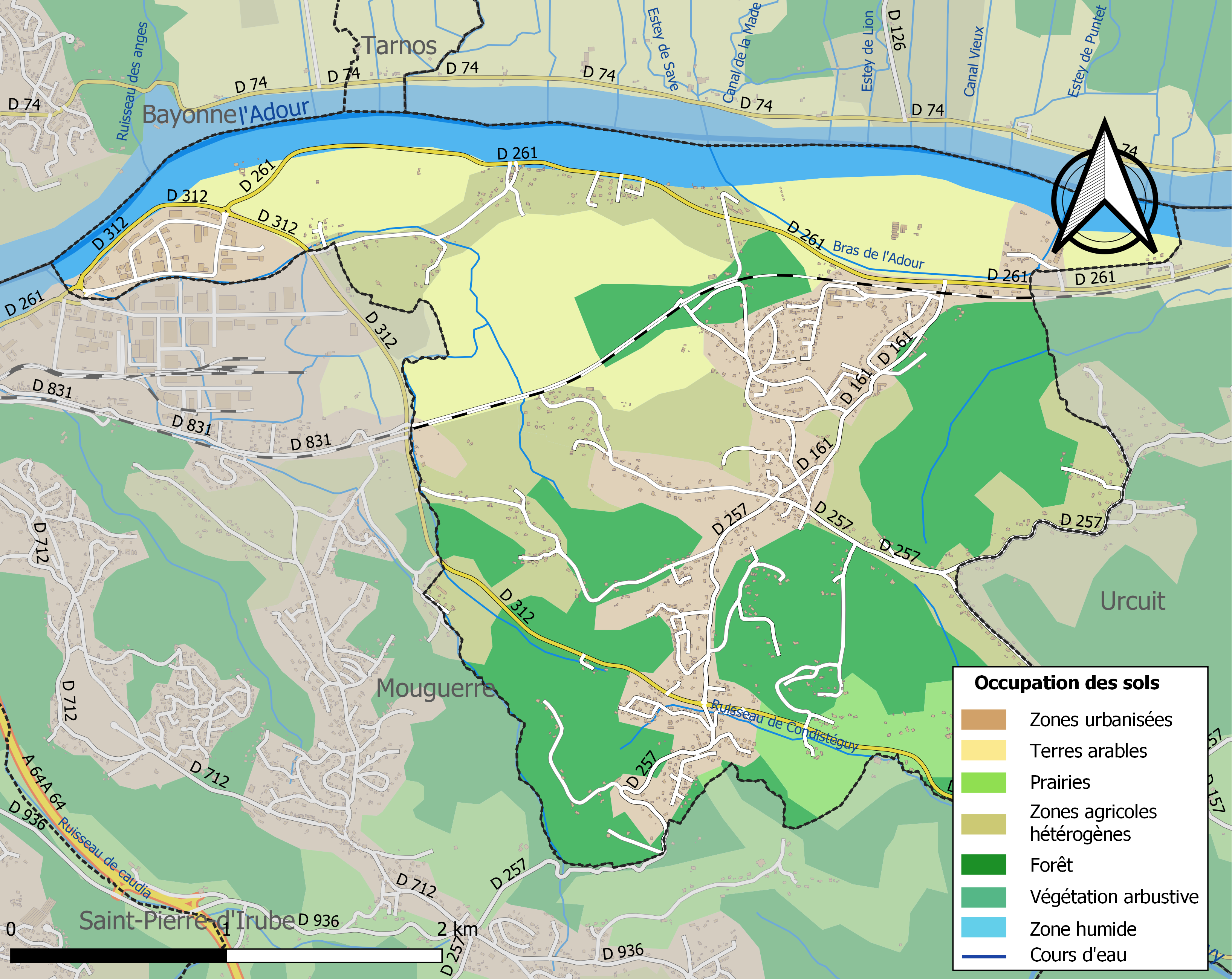
Carte des infrastructures et de l'occupation des sols de la commune en 2018 (CLC).

L'occupation des sols de la commune, telle qu'elle ressort de la base de données européenne d’occupation biophysique des sols Corine Land Cover (CLC), est marquée par l'importance des territoires agricoles (41,5 % en 2018), en diminution par rapport à 1990 (51,7 %). La répartition détaillée en 2018 est la suivante :
forêts (30,4 %), terres arables (19,2 %), zones agricoles hétérogènes (18,5 %), zones urbanisées (16 %), eaux continentales (9,1 %), prairies (3,9 %), zones industrielles ou commerciales et réseaux de communication (3 %). L'évolution de l’occupation des sols de la commune et de ses infrastructures peut être observée sur les différentes représentations cartographiques du territoire : la carte de Cassini (XVIIIe siècle), la carte d'état-major (1820-1866) et les cartes ou photos aériennes de l'IGN pour la période actuelle (1950 à aujourd'hui).

### Lieux-dits et hameaux
Sur le cadastre napoléonien de 1831, la commune est divisée en trois sections :
- Beheretarra ;
- l'Église ;
- Garaitarra.

Aujourd'hui, le village est partagé en 15 quartiers :
- Amelkondo ;
- Argelas ;
- Artigaus ;
- Beheretarra ;
- Bois de la Vierge ;
- Dorrea ;
- l'Église ;
- Garaitarra ;
- Grazieta ;
- Harrixurieta ;
- la Fontaine ;
- Lhoste ;
- Naguile ;
- l'Orée du bois ;
- Oihanto.

### Voies de communication et transports
Lahonce est desservie par les routes départementales D 161, D 257, D 261, D 312 et D 831.

### Risques majeurs
Le territoire de la commune de Lahonce est vulnérable à différents aléas naturels : météorologiques (tempête, orage, neige, grand froid, canicule ou sécheresse), inondations et séisme (sismicité modérée). Il est également exposé à un risque technologique, le transport de matières dangereuses. Un site publié par le BRGM permet d'évaluer simplement et rapidement les risques d'un bien localisé soit par son adresse soit par le numéro de sa parcelle.

#### Risques naturels
La commune fait partie du territoire à risques importants d'inondation (TRI) Côtier basque, regroupant 12 communes dans les Pyrénées-Atlantiques et une dans les Landes concernées par un risque de phénomènes fluvio-maritimes pouvant s’avérer dangereux (estuaire Adour et Nive) sur le territoire de Bayonne et de crues rapides dévastatrices de la Nivelle dans sa partie sud (Ciboure, Saint-Jean-de-Luz), un des 18 TRI qui ont été arrêtés fin 2012 sur le bassin Adour-Garonne. La plus forte crue connue est celle de 1952, suivie de celle de 1981. Des cartes des surfaces inondables ont été établies pour trois scénarios : fréquent (crue de temps de retour de 10 ans à 30 ans), moyen (temps de retour de 100 ans à 300 ans) et extrême (temps de retour de l'ordre de 1 000 ans, qui met en défaut tout système de protection). La commune a été reconnue en état de catastrophe naturelle au titre des dommages causés par les inondations et coulées de boue survenues en 1982, 1983, 1995, 2009, 2014 et 2021,.

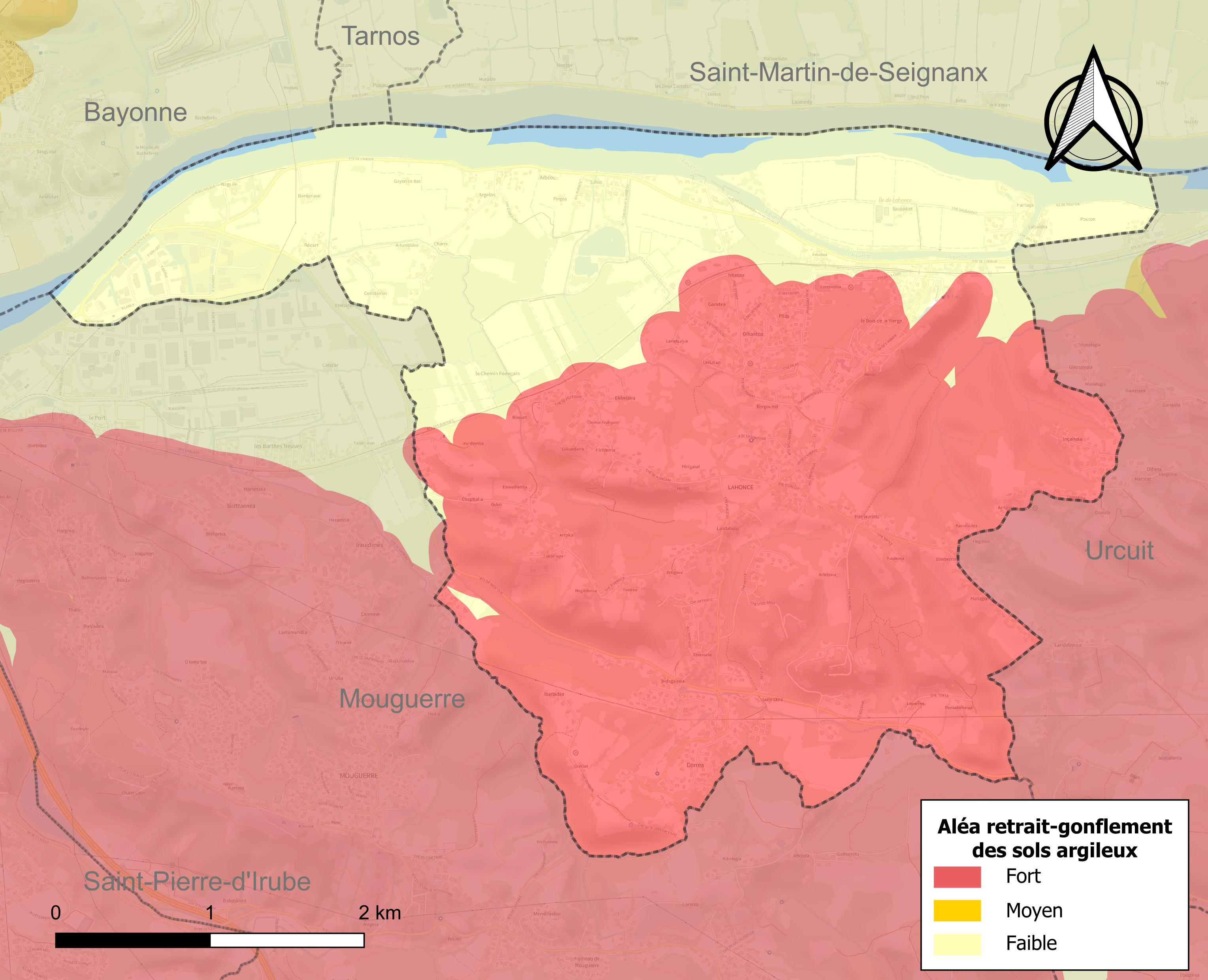
Carte des zones d'aléa retrait-gonflement des sols argileux de Lahonce.

Le retrait-gonflement des sols argileux est susceptible d'engendrer des dommages importants aux bâtiments en cas d’alternance de périodes de sécheresse et de pluie. 60,3 % de la superficie communale est en aléa moyen ou fort (59 % au niveau départemental et 48,5 % au niveau national). Depuis le 1er octobre 2020, en application de la loi ELAN, différentes contraintes s'imposent aux vendeurs, maîtres d'ouvrages ou constructeurs de biens situés dans une zone classée en aléa moyen ou fort,.
Concernant les mouvements de terrains, la commune a été reconnue en état de catastrophe naturelle au titre des dommages causés par la sécheresse en 1989, 2002, 2003, 2011 et 2012 et par des mouvements de terrain en 2019.

## Toponymie

### Attestations anciennes
Le toponyme Lahonce apparaît sous les formes
Lefonce (vers 1150, cartulaire de Bayonne),
Honcia (1227),
Lefonsa (1249),
Laonça (1264),
Le Fonse (XIIIe siècle, cartulaire de Bayonne),
Conventus Foncie (1302, chapitre de Bayonne),
Lehonce (1328, collection Duchesne volume CXIV),
Nostra Domina de Honce (1693, collations du diocèse de Bayonne) et
Lehontza et Lehuntza au XIXe siècle.

### Étymologie
Jean-Baptiste Orpustan propose deux étymologies, soit à partir du mot basque lehun(t)z, « liseron », soit de la racine ler ou leher qui donnerait « lieu de pins ».

### Autres toponymes
Le toponyme Naguile apparaît sous la forme Naguille (1863, dictionnaire topographique Béarn-Pays basque).

Amelconde, hameau de la commune, est mentionné en 1863.

### Graphie en langues locales
Son nom basque actuel est Lehuntze et son nom occitan gascon actuel est Lahonça.

## Histoire
Paul Raymond note que Lahonce était une ancienne abbaye de prémontrés, fondée en 1227.

## Héraldique
Ces armes sont celles de l'ordre des chanoines réguliers de Prémontré.
| Blason | Blasonnement : De France ancien (d'azur semé de fleurs de lys d'or) chargé de deux crosses d'or passées en sautoir brochant sur le tout. |

## Politique et administration

### Liste des maires
| Période                                  | Période   | Identité              | Étiquette | Qualité                                                                |
| ---------------------------------------- | --------- | --------------------- | --------- | ---------------------------------------------------------------------- |
| 1951                                     | ?         | Jean Mestelan         | ?         | Plus jeune maire de France en 1951                                     |
| mars 1977                                | juin 1995 | Bruno Guignard        | DVD       |                                                                        |
| juin 1995                                | mars 2001 | Jean-Baptiste Landart |           |                                                                        |
| mars 2001                                | mars 2008 | François Bioy         | DVD       |                                                                        |
| mars 2008                                | 2020      | Pierre Guillemotonia  | DVG EHBAI | Employé Conseiller permanent de la Communauté du Pays Basque (2017 → ) |
| 2020                                     | En cours  | David Hugla           | DVG       |                                                                        |
| Les données manquantes sont à compléter. |           |                       |           |                                                                        |

### Intercommunalité
Lahonce fait partie de six structures intercommunales :
- la communauté d'agglomération du Pays Basque ;
- le syndicat d’énergie des Pyrénées-Atlantiques ;
- le syndicat intercommunal de protection des berges de l'Adour maritime et de ses affluents (SIPBAMA) ;
- le syndicat intercommunal pour la gestion du centre Txakurrak ;
- le syndicat intercommunal pour le soutien à la culture basque ;
- le syndicat mixte pour l’aménagement du centre européen de fret de Bayonne - Mouguerre - Lahonce.

La commune fait en outre partie de l'Eurocité basque Bayonne - San Sebastian.

## Population et société

### Démographie
L'évolution du nombre d'habitants est connue à travers les recensements de la population effectués dans la commune depuis 1793. Pour les communes de moins de 10 000 habitants, une enquête de recensement portant sur toute la population est réalisée tous les cinq ans, les populations de référence des années intermédiaires étant quant à elles estimées par interpolation ou extrapolation. Pour la commune, le premier recensement exhaustif entrant dans le cadre du nouveau dispositif a été réalisé en 2005.

En 2022, la commune comptait 2 736 habitants, en évolution de +16,62 % par rapport à 2016 (Pyrénées-Atlantiques : +3,78 %, France hors Mayotte : +2,11 %).
| 1793 | 1800 | 1806 | 1821 | 1831 | 1836 | 1841 | 1846 | 1851 |
| ---- | ---- | ---- | ---- | ---- | ---- | ---- | ---- | ---- |
| 581  | 620  | 595  | 572  | 626  | 605  | 628  | 623  | 628  |

| 1856 | 1861 | 1866 | 1872 | 1876 | 1881 | 1886 | 1891 | 1896 |
| ---- | ---- | ---- | ---- | ---- | ---- | ---- | ---- | ---- |
| 556  | 561  | 567  | 518  | 530  | 501  | 547  | 524  | 531  |

| 1901 | 1906 | 1911 | 1921 | 1926 | 1931 | 1936 | 1946 | 1954 |
| ---- | ---- | ---- | ---- | ---- | ---- | ---- | ---- | ---- |
| 538  | 502  | 520  | 502  | 505  | 516  | 480  | 466  | 484  |

| 1962 | 1968 | 1975 | 1982  | 1990  | 1999  | 2005  | 2006  | 2010  |
| ---- | ---- | ---- | ----- | ----- | ----- | ----- | ----- | ----- |
| 581  | 616  | 820  | 1 124 | 1 496 | 1 890 | 1 973 | 1 971 | 2 066 |

| 2015  | 2020  | 2022  | - | - | - | - | - | - |
| ----- | ----- | ----- | - | - | - | - | - | - |
| 2 334 | 2 549 | 2 736 | - | - | - | - | - | - |

La commune fait partie de l'aire d'attraction de Bayonne.

## Économie
La commune accueille la société TPM Côte basque (industrie du poisson), et la société Anne Rozes (préparation industrielle de produits à base de viande), qui font partie des cinquante premières entreprises agroalimentaires du département.
Lahonce fait partie de la zone d'appellation de l'ossau-iraty.

## Culture locale et patrimoine

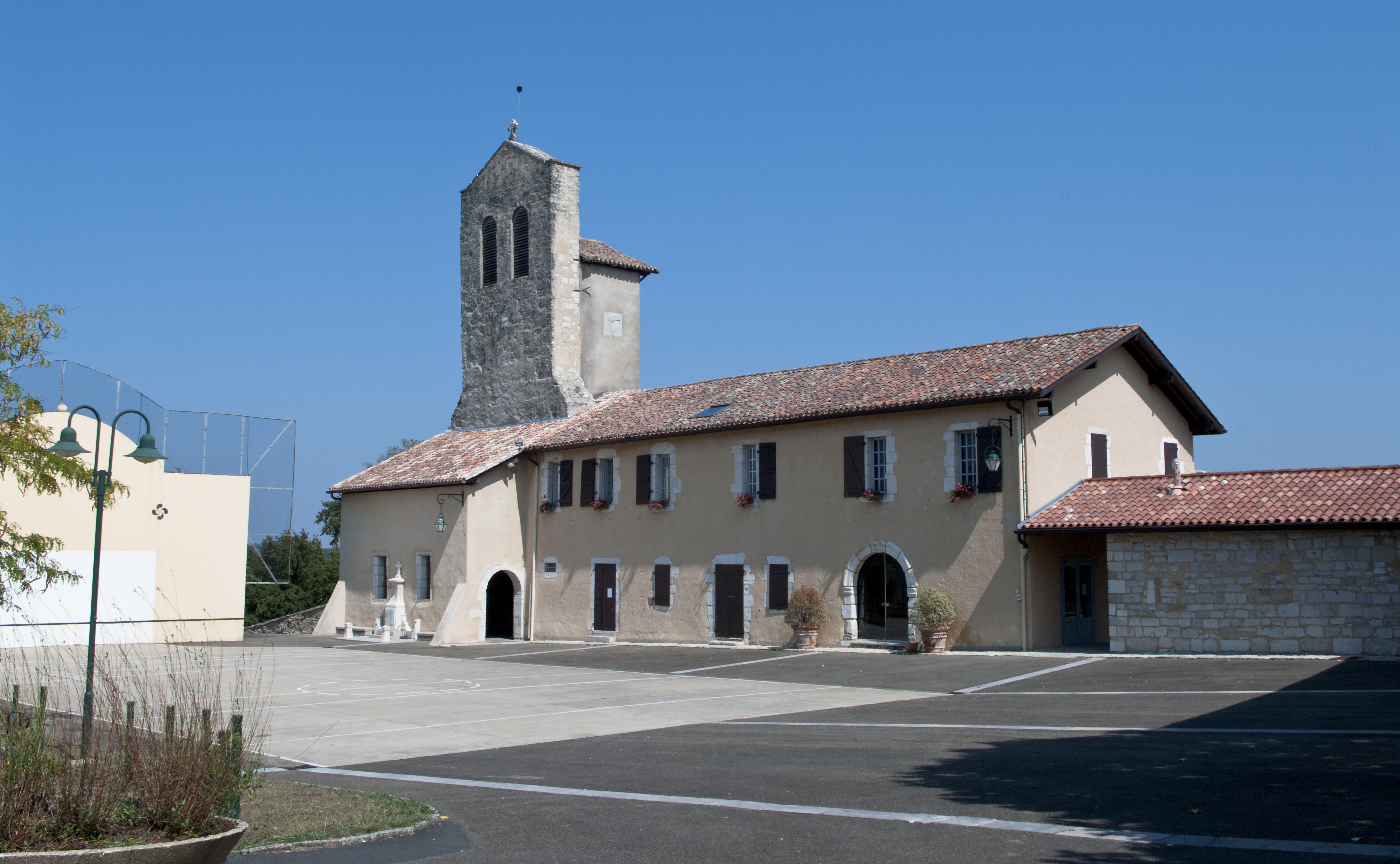
L'abbaye de chanoines de Prémontré, actuellement église paroissiale de l'Assomption-de-la-Bienheureuse-Vierge-Marie et mairie, et le fronton place libre.
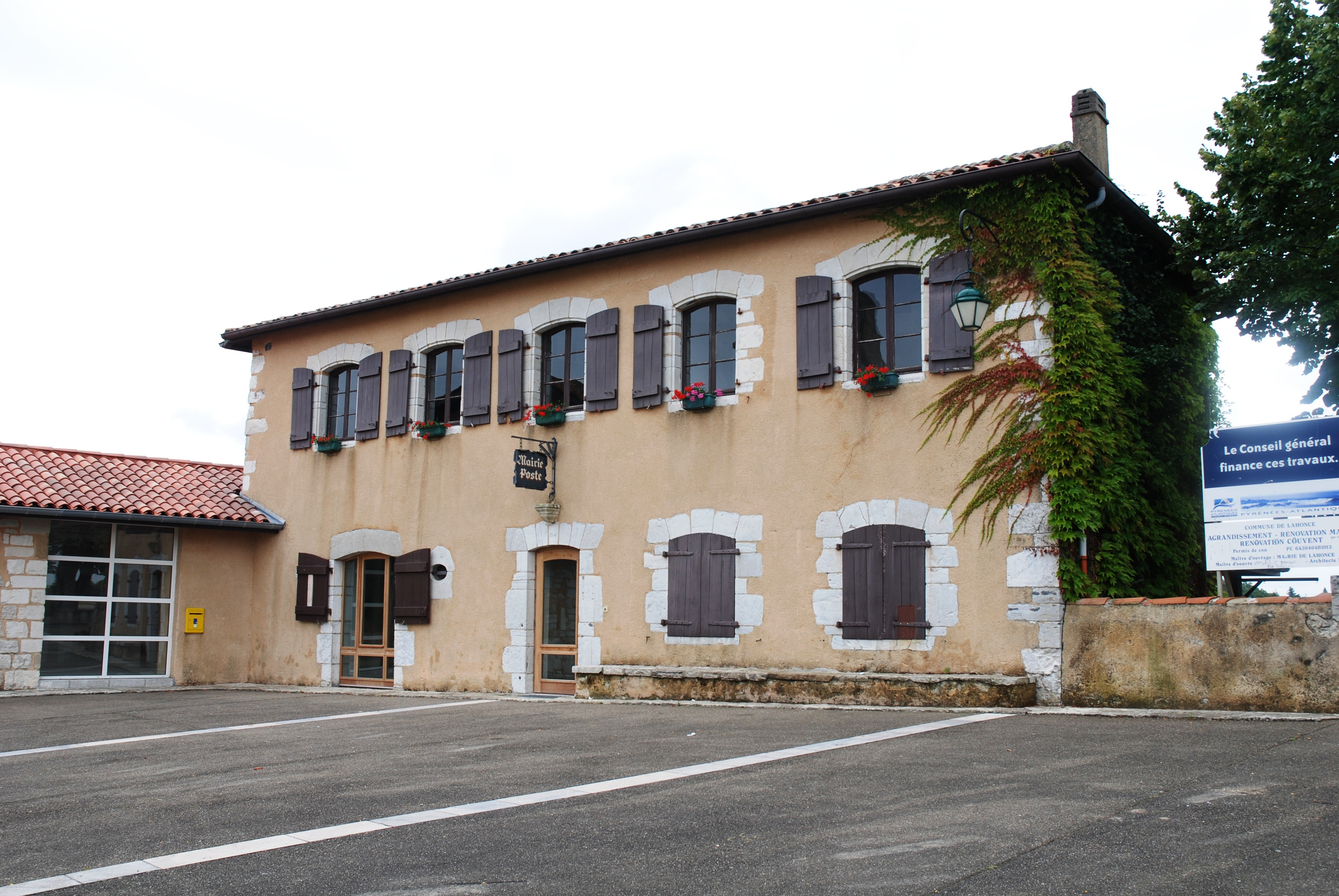
La mairie et la poste.

### Langues
D'après la Carte des Sept Provinces Basques éditée en 1863 par le prince Louis-Lucien Bonaparte, le dialecte basque parlé à Lahonce est le bas-navarrais oriental.

### Patrimoine civil
- La ferme[61], située au lieu-dit Artigaux, date des XVIIe et XVIIIe siècles.
- La ferme[62] située au lieu-dit Grazieta, date du XVIIe siècle.
- Des maisons de maîtres, aux lieux-dits Naguile[63] et Lhoste[64], datent de la fin du XVIIIe siècle et du XIXe siècle alors que celle du lieu-dit Harritchouriéta[65] provient du XVIIe siècle.

### Patrimoine religieux
- L'église Notre-Dame de Lahonce[66] date des XIIe et XVIIe siècles.
- L'abbaye[67] de chanoines de Prémontrés, actuellement église paroissiale de l'Assomption-de-la-Bienheureuse-Vierge-Marie et mairie, puise ses origines au XIIe siècle. Elle recèle un riche mobilier[68] inventorié par le ministère de la Culture.
- Stèles discoïdales.

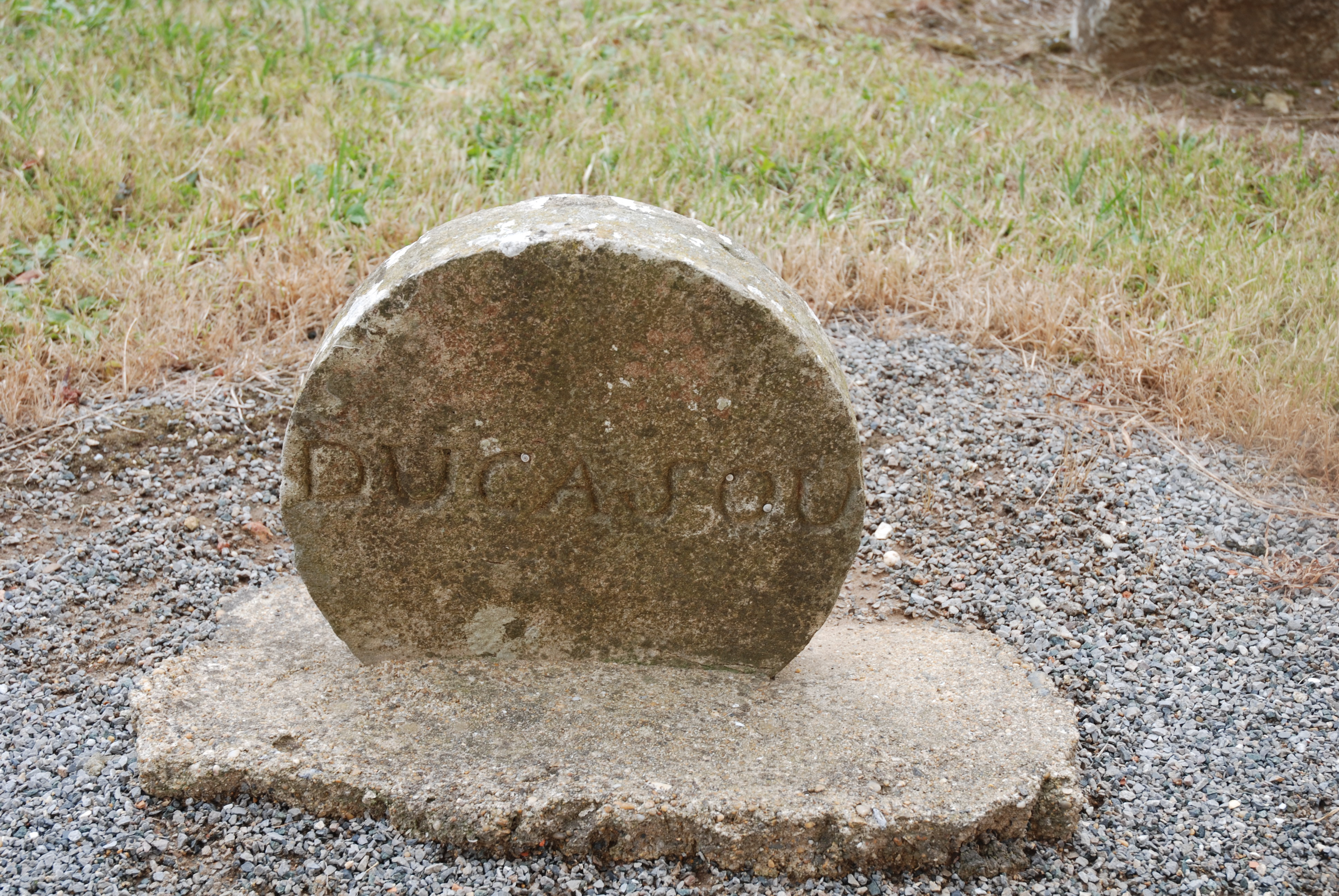
Stèle discoïdale.
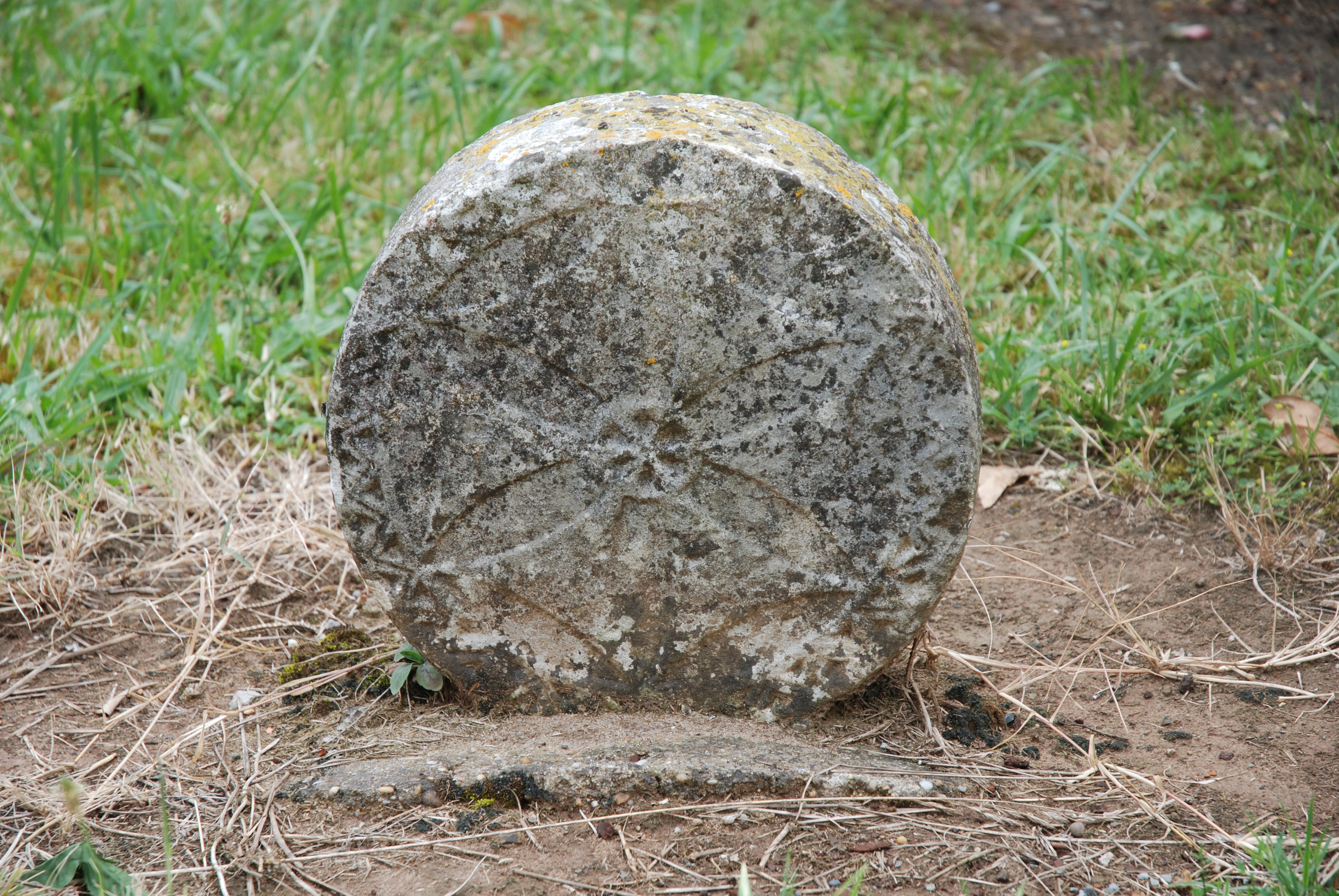
Stèle discoïdale.
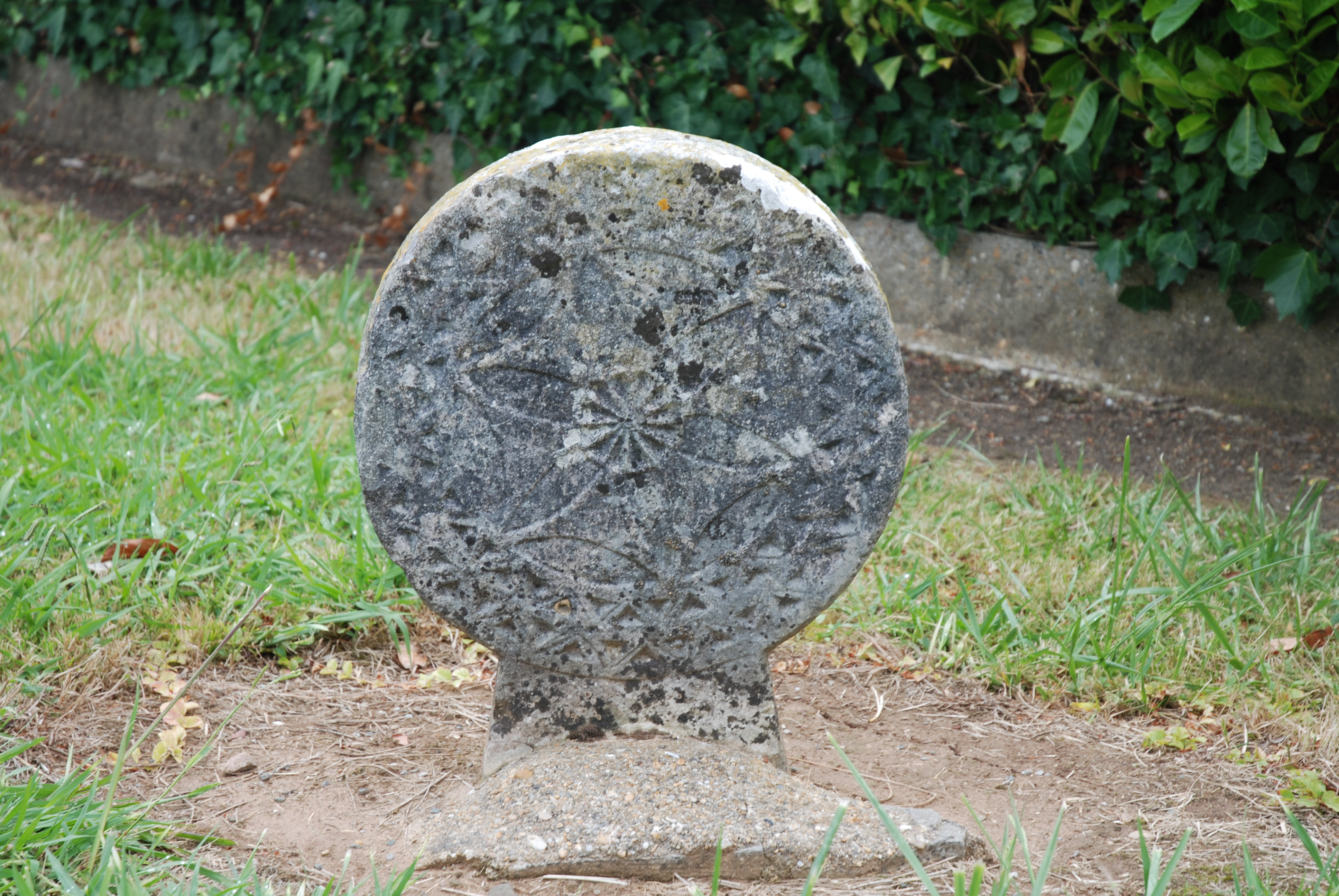
Stèle discoïdale.

## Équipements

### Enseignement
La commune dispose d'une école primaire. Celle-ci comptait à la rentrée scolaire de septembre 2009 195 élèves.